# Smerinthus cerisyi
Smerinthus cerisyi är en fjärilsart som beskrevs av Kirby 1827. Smerinthus cerisyi ingår i släktet Smerinthus och familjen svärmare. Inga underarter finns listade i Catalogue of Life.

## Bildgalleri

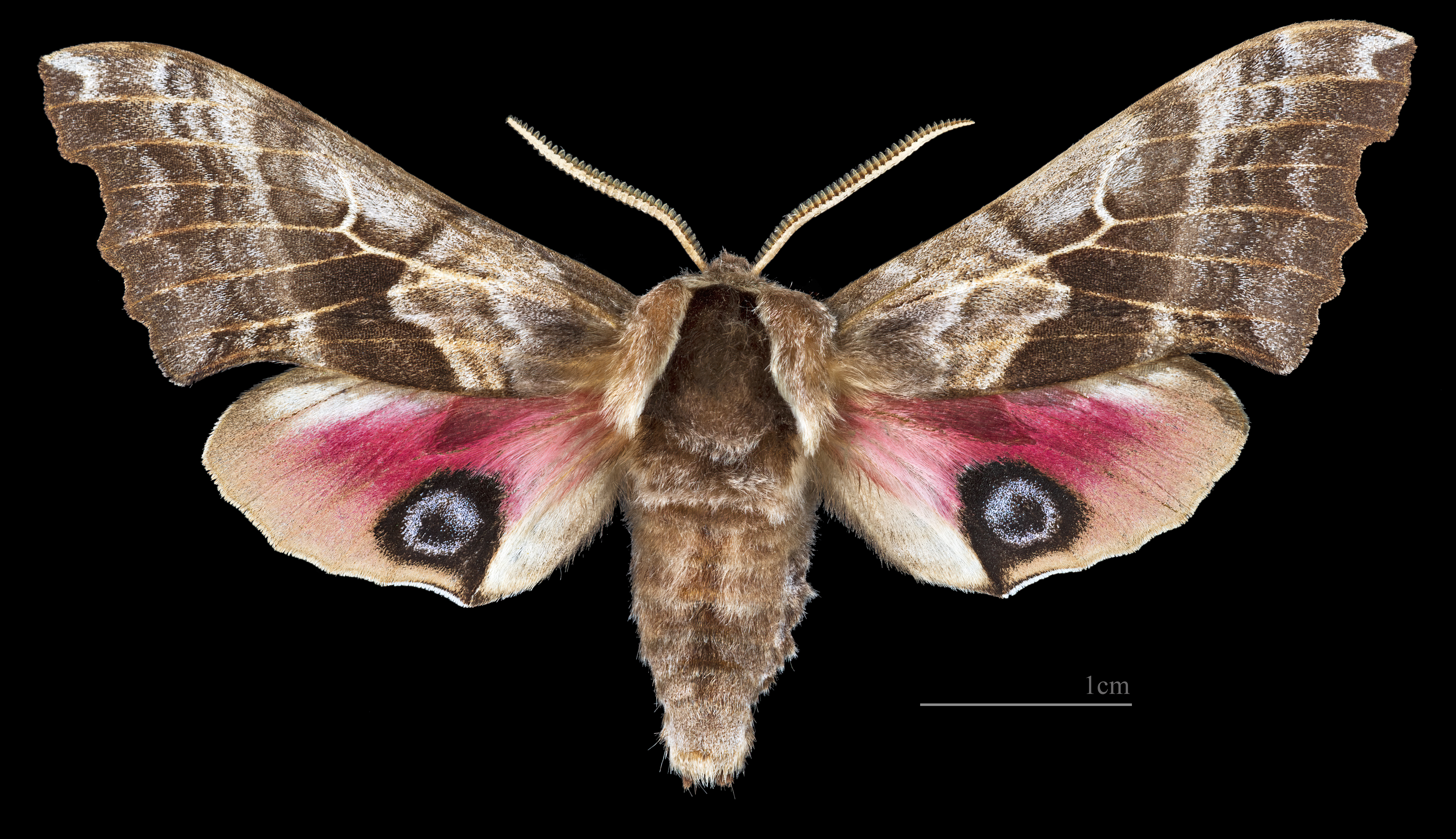
Smerinthus cerisyi ♂
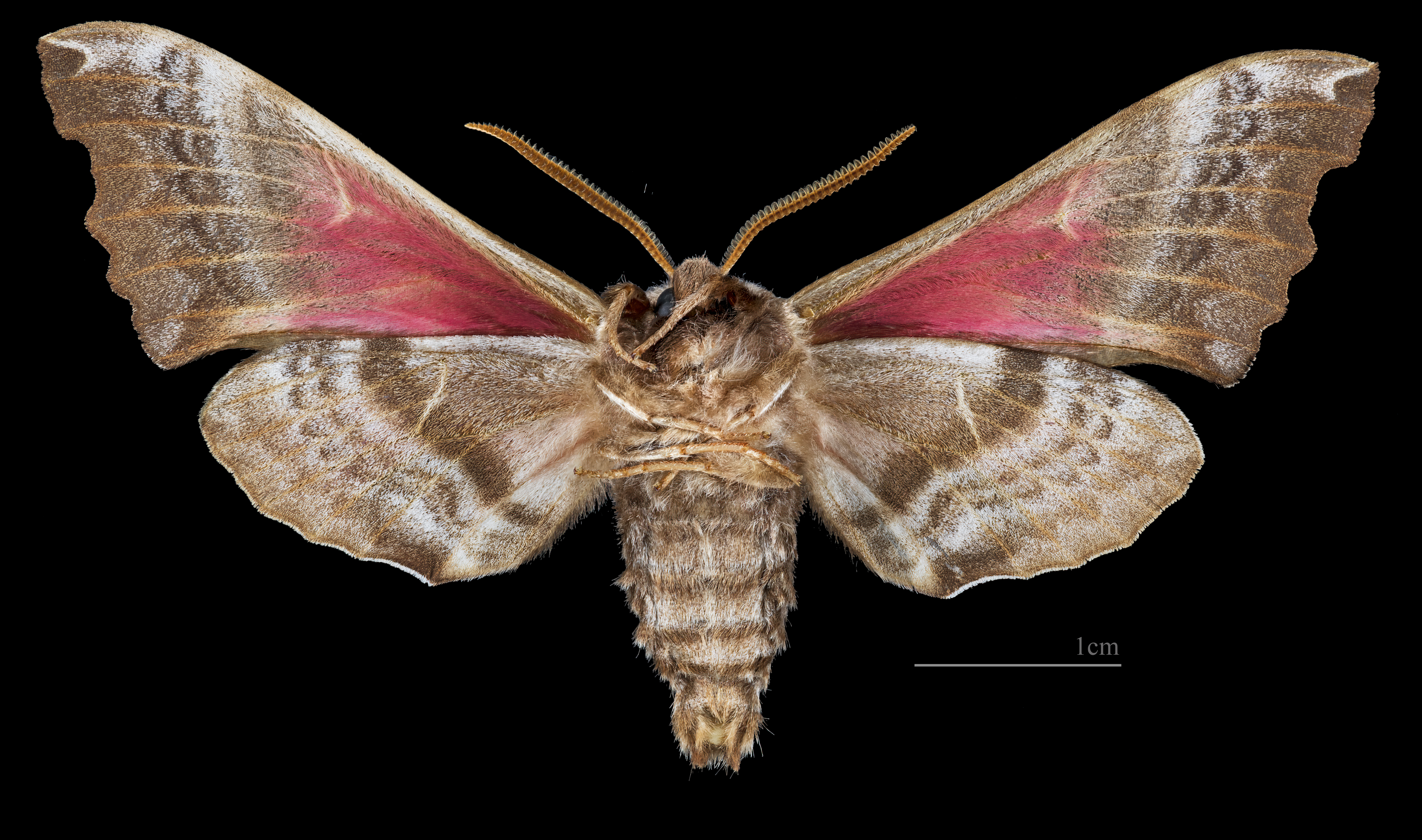
Smerinthus cerisyi ♂  △